# Ruta CH-199

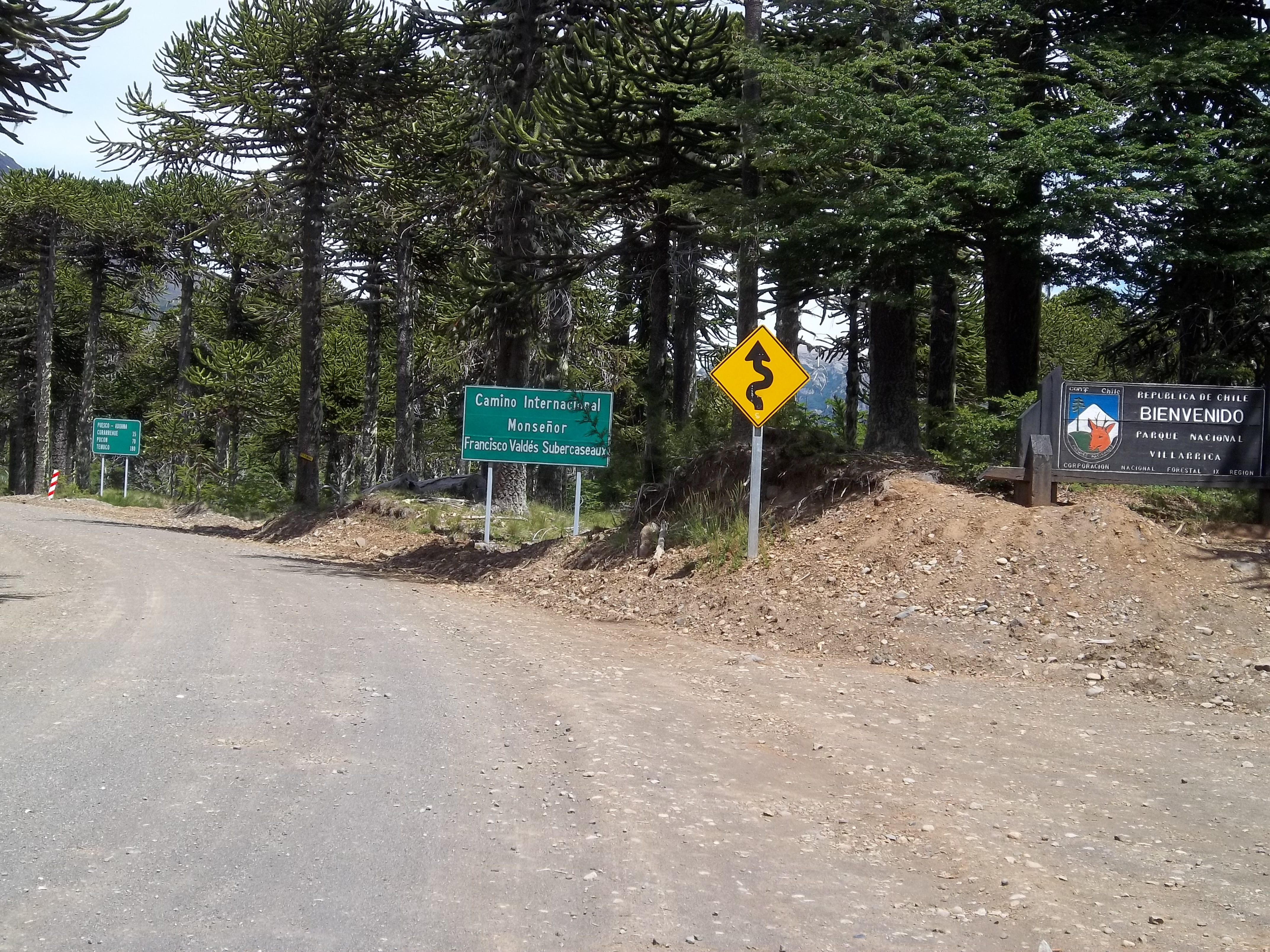
Final de la ruta CH-199 junto al paso Mamuil Malal en la Región de la Araucanía.

La Ruta CH-199 es una carretera chilena que abarca la región de la Araucanía en el sur de Chile. La ruta se inicia en Freire y finaliza en el Paso Fronterizo Mamuil Malal, a 1210 m s. n. m. Parte de su trazado comprende la Ruta Interlagos.

## Áreas Geográficas y Urbanas
- kilómetro 0 Autopista de la Araucanía.
- kilómetro 37 Acceso a Pedregoso y Quelhue.
- kilómetro 55 Comuna de Villarrica.
- kilómetro 69 Acceso a Molco.
- kilómetro 78 Acceso a Volcán Villarrica y Parque Nacional Villarrica.
- kilómetro 80 Comuna de Pucón.
- kilómetro 84 Acceso a Quelhue.
- kilómetro 98 Acceso a Termas de Palguín, Termas Geométricas y Coñaripe.
- kilómetro 105 Catripulli.
- kilómetro 107 Acceso a Termas San Luis y Termas Menetué.
- kilómetro 116 Comuna de Curarrehue y Parque nacional Villarrica.
- kilómetro 140 Puesco.
- kilómetro 150 Complejo Fronterizo Mamuil Malal.
- kilómetro 156 Paso Fronterizo Mamuil Malal (frontera con Argentina).

## Aduanas
- Complejo Fronterizo Mamuil Malal Emplazado entre extensos bosques a 1210 metros.
- Documentos Aduanas Chile, Servicio Agrícola Ganadero, Policía de Investigaciones y Carabineros en Mamuil Malal.
- Horario En verano que corresponde desde la 2.ª semana de octubre a la 2.ª semana de marzo, el horario de entrada es desde 8 a 21 horas y el de salida de 8 a 20 horas. En invierno que corresponde al periodo restante, el horario de entrada es de 8 a 20 horas y el horario de salida es de 8 a 19 horas. Se deben utilizar cadenas en nevadas, por lo cual se producen cierres eventuales en invierno.

## Sectores de la Ruta
- Freire·Mamuil Malal Carretera Pavimentada.
- Mamuil Malal·Paso Fronterizo Mamuil Malal Carretera Consolidada.

- Datos: Q5098648